# Karel Pichlík
Karel Pichlík (2. března 1928, Praha – 16. dubna 2001, Praha) byl český historik, zaměřený na české a slovenské dějiny 20. století a na dějiny rakousko-uherské a československé armády. Patřil do skupiny původních signatářů Charty 77. Nositel státního vyznamenání Medaile Za zásluhy II. stupně (1998).

## Životopis
Karel Pichlík se narodil v Praze. V roce 1947 odmaturoval na reálném gymnáziu v Praze na Vyšehradě. V témže roce vstoupil do KSČ. V letech 1949–1953 studoval historii na Filozofické fakultě pražské Univerzity Karlovy. Po ukončení studia zůstal na katedře historie jako asistent a později odborný asistent. V těchto letech napsal s Karlem Bartoškem několik velice tendenčních prokomunistických knih, především publikaci Američané v západních Čechách (1953), která pojednávala o „řádění a protilidové činnosti“ amerických vojáků (označovaných za okupanty) v Plzni a v okolí po osvobození tohoto regionu. V roce 1958 nastoupil jako vědecký pracovník do Vojenského historického ústavu v Praze. V letech 1959–1965 a 1968–1969 byl členem redakční rady časopisu Dějiny a současnost. Roku 1962 získal titul kandidáta věd (CSc.), roku 1967 doktorát filozofie (PhDr.). Habilitoval se roku 1968, ale docentem byl z politických důvodů jmenován až v roce 1990.
Po okupaci Československa v srpnu 1968 byl jako stoupenec společenských a politických reforem pražského jara pronásledován normalizačním režimem. V roce 1969 byl vyloučen z KSČ a propuštěn z Vojenského historického ústavu. Na mnoho let mu byla zakázána nejen vědecká, ale i jakákoliv kvalifikovanější práce. V letech 1970–1988 pracoval jako pomocný dělník (mj. jako tzv. vodoměrka) v podniku Vodní zdroje. Práci ve vlastním oboru se mohl věnovat pouze soukromě a více méně tajně. Na konci roku 1976 v první skupině signatářů podepsal prohlášení opoziční iniciativy Charta 77.
Teprve po listopadu 1989 se mohl vrátit ke své profesi. V letech 1990–1994 pracoval v Historickém ústavu Čs. armády (od roku 1993 Historický ústav Armády ČR; nástupnická organizace Vojenského historického ústavu), z toho první tři roky ve funkci ředitele Památníku odboje. V letech 1995–1997 působil jako konzultant Kanceláře prezidenta republiky. Byl předsedou redakční rady v časopisech Dějiny a současnost (1990–1992) a Historie a vojenství (1990–1994). Zúčastnil se práce několika historických komisí: Historické komise KC Občanského fóra (1989–1990), Československo-rakouské komise historiků (1990–1992) a Česko-slovenské komise historiků (od roku 1994). Dále byl členem správní rady Ústavu T. G. Masaryka (od roku 1990) a Československého dokumentačního střediska (od roku 1999). V roce 1998 mu prezident České republiky udělil Medaili Za zásluhy II. stupně. Karel Pichlík zemřel 16. dubna 2001 v Praze.

### Vyznamenání
- Medaile Za zásluhy II. stupně (1998)

## Dílo

### Vlastní publikace
- Hanebná role amerických okupantů v západních Čechách v roce 1945 (spoluautor Karel Bartošek); Praha, Svoboda, 1951
- Bojovali proti válce; Praha 1953.
- Američané v západních Čechách v roce 1945 (spoluautor Karel Bartošek); Praha 1953.
- Z dějin dělnického hnutí na Plzeňsku : o úloze pravicových sociálních demokratů (spoluautor Karel Bartošek); Praha, Státní nakladatelství politické literatury, 1954
- Vzpoura 71. pluku v červnu 1918; Praha 1956.
- Čeští vojáci proti válce 1914 – 1915; Praha 1961.
- Vzpoury navrátilců z ruského zajetí na jaře 1918; Praha 1964.
- Červenobílá a rudá. Vojáci ve válce a revoluci 1914 – 1918 (spoluautoři Jaroslav Křížek a Vlastimil Vávra); Praha 1967.
- Zahraniční odboj 1914 – 1918 bez legend; Praha 1968.
- Československé osvobozenecké hnutí za první světové války a vznik Československa; Ústí nad Labem 1968.
- Českoslovenští legionáři 1914 – 1920 (spoluautoři Bohumír Klípa a Jitka Zabloudilová); Praha 1996; ISBN 80-204-0580-1.

Zahraniční vydání:
- Iz ruskega ujetništva v boj proti vojni; Ljubljana 1968.
- I legionari cecoslovacchi 1914 – 1920 (spoluautoři Bohumír Klípa a Jitka Zabloudilová); Trento 1997.

### Spoluautorství u sborníků
- První světová válka; Praha 1968.
- Acta persecutionis. A Document from Czechoslovakia; San Francisco 1975.
- Československo a jeho armáda 1918 – 1989; Praha 1991; ISBN 80-85469-09-X.
- O samostatný československý stát 1914 – 1918; Praha 1992; ISBN 80-04-26140-X.
- Vznik Československa 1918. Dokumenty československé zahraniční politiky; Praha 1994; ISBN 80-85864-07-X.

Kromě výše uvedených prací, vydaných knižně, byl autorem celé řady odborných článků, které publikoval v několika tematických sbornících a v časopisech: Historie a vojenství, Historický časopis SAV, Literární listy, Československý časopis historický, Listy Masarykovy společnosti, Österreichische Osthefte, Vojnoistorijski glasnik, Revue d'histoire moderne et contemporaine, La nouvelle alternative a dalších.